# Église Notre-Dame-du-Mont-Carmel de Luqa
Pour les articles homonymes, voir Notre-Dame-du-Mont-Carmel (homonymie).
L’église Notre-Dame-du-Mont-Carmel est une église catholique située à Luqa, à Malte.

## Historique
L'église, construite en 1784, est reconstruite en 1848. Durant la Seconde Guerre mondiale, l'église est démantelée par la Royal Air Force pour étendre la piste d’atterrissage. Après la guerre, une nouvelle église est édifiée.